# St. Gertrud (Havert)

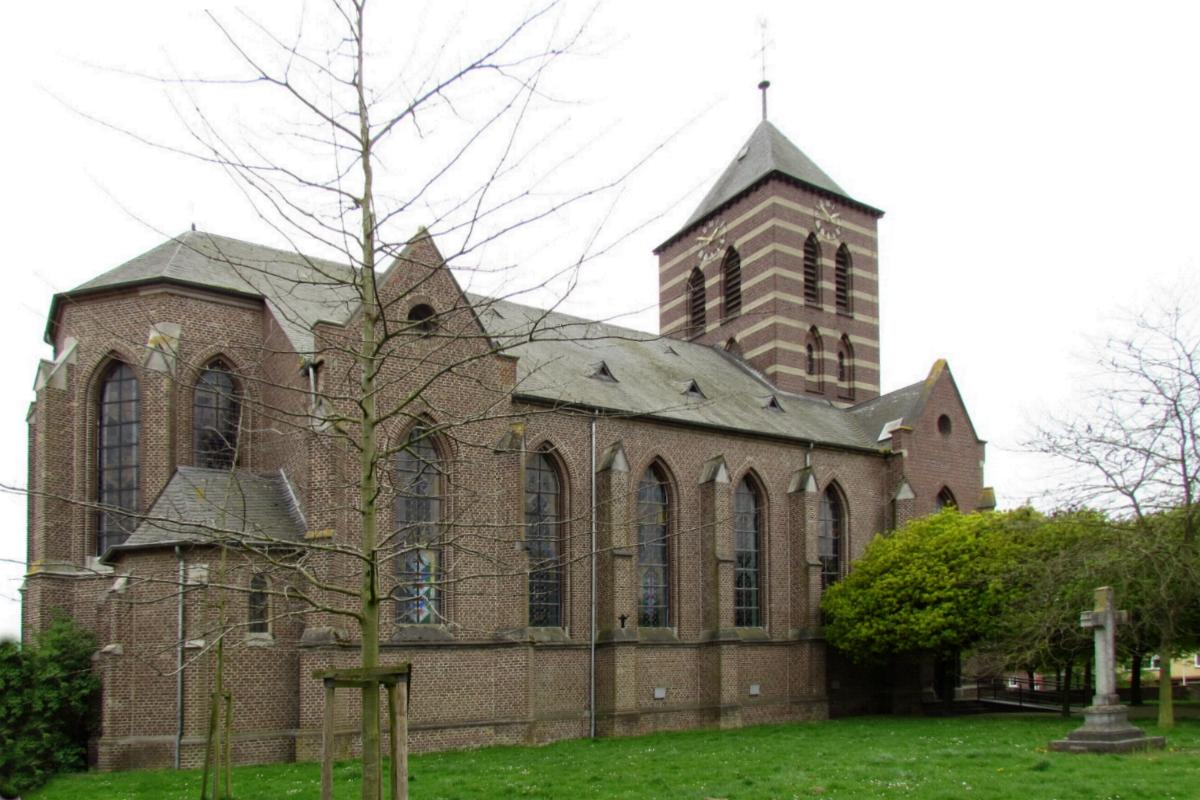
St. Gertrud in Havert

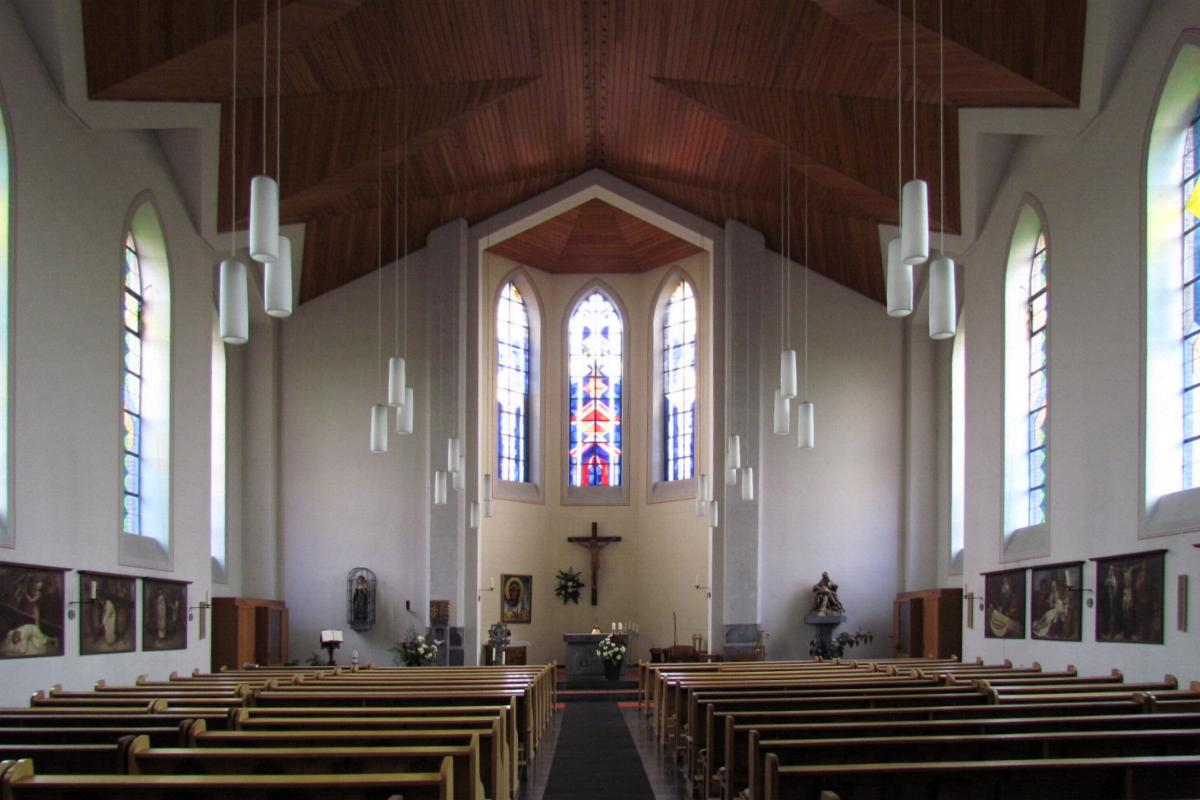
Innenraum

St. Gertrud ist eine römisch-katholische Pfarrkirche in Havert, einem Ortsteil der Gemeinde Selfkant im Kreis Heinsberg in Nordrhein-Westfalen. Sie wurde 1864 nach Plänen von Gustav Faulenbach erbaut und 1966 nach Plänen von Peter Salm umgestaltet.
Die Kirche steht unter dem Patrozinium der heiligen Gertrud von Nivelles und ist unter Nummer 6 in die Liste der Baudenkmäler in Selfkant eingetragen.
Zur Pfarre zählen neben Havert auch die Orte Isenbruch mit der Kapelle Maria Immaculata, Schalbruch mit der Barbarakapelle und der Filialkirche St. Peter und Paul sowie Schaesberg, Lind, Wammen, Stein und Schwertscheid.

## Geschichte
Der Ortsüberlieferung nach soll der heilige Willibrord in Havert das Christentum gepredigt haben, woraufhin an der Stelle eines heidnischen Tempels eine erste Kapelle errichtet worden sein soll. Die gesicherte erste urkundliche Erwähnung einer Kirche in Havert erfolgt im Jahr 1118, als Graf Gerhard von Wassenberg dem Kollegiatsstift in Wassenberg die Kirche von Havert schenkte. Seit 1280 übte das Stift Wassenberg das Kollationsrecht aus. Stets war ein Stiftsherr zugleich auch Pfarrer von Havert.
Die Reformation konnte kurzzeitig Fuß fassen. So ist für 1533 belegt, dass viele Gläubige einen eigenen Gottesdienst außerhalb der Kirche abhielten. 1559 werden Andersgläubige bereits nicht mehr erwähnt. Havert blieb also katholisch. 1582 wurde der damalige Pastor Johannes von Merckelbach erstochen.
Über die 1118 erwähnte Kirche ist nichts überliefert. 1525 wurde ein neuer Kirchturm erbaut, der teilweise noch erhalten geblieben ist. 1842 sollte das alte Kirchenschiff durch einen Neubau nach Plänen von Architekt Johann Baptist Cremer ersetzt werden. Dazu kam es aufgrund von Unstimmigkeiten in der Gemeinde jedoch nicht. Schließlich beauftragte man den Aachener Architekten Gustav Faulenbach, der 1858 neue Pläne für das Kirchenschiff vorlegte. Diese wurden noch im selben Jahr genehmigt. 1863 wurde schließlich das alte Kirchenschiff abgebrochen und 1864 das neue Kirchenschiff erbaut. Die Bauleitung überließ Faulenbach dem Architekten Johannes Burkart, Aachen. 1904 erhöhte man den alten Glockenturm um ein zusätzliches Geschoss, die Pläne dazu lieferte der Aachener Architekt Heinrich Gottfried Daniels.
Am 11. Oktober 1944 wurde der Turm durch deutsche Truppen gesprengt, wodurch auch die restliche Kirche beschädigt wurde. Diese Schäden konnten bis 1949 behoben werden. 1966 wurde die Kirche erheblich umgestaltet. Sämtliche Gewölbe und Bögen – die im Krieg nicht zerstört worden waren –  wurden abgetragen, sodass aus der dreischiffigen Hallenkirche ein einschiffiger Saal wurde. Anstelle der Gewölbe zog man eine gefaltete Holzdecke ein. Durch diese erheblichen Umbaumaßnahmen wurde mehr Platz für die Gläubigen gewonnen, jedoch verlor die Kirche dabei im Innenraum ihr ursprüngliches Erscheinungsbild. Die Pläne zu diesem Umbau entwarf der Aachener Architekt Peter Salm.

## Baubeschreibung
St. Gertrud ist eine einschiffige und fünfachsige Saalkirche aus Backstein im Stil der Neugotik mit fünfseitig geschlossenem Chor im Osten und eingezogenem gotischen Glockenturm im Westen. Das Mauerwerk des Turmes besteht aus wechselnden Schichten von Kalk- und Backstein.

## Ausstattung
Im Innenraum sind seit dem Umbau 1966 kaum historische Ausstattungsstücke vorzufinden. Lediglich die Figuren der heiligen Gertrud von 1495 und des heiligen Johannes Nepomuk aus dem 18. Jahrhundert sind erhalten geblieben. Die ehemals neugotische Ausstattung wurde vollständig entfernt.
Der heutige Altar ist ein Werk des Künstlers Hermann Pier aus dem Jahr 1971, die Buntglasfenster sind Werke von Peter Thomas, Ophoven, die zwischen 1985 und 2002 eingesetzt worden sind.

## Pfarrer
Folgende Priester wirkten bislang als Pastor an St. Gertrud
| von – bis | Name                                   |
| --------- | -------------------------------------- |
| 1906–1931 | Karl Sommer                            |
| 1931–1935 | Wilhelm Plum                           |
| 1935–1960 | Johannes Büchel                        |
| 1960–1984 | Carl Struth                            |
| 1985–2005 | P. Cornelius Johannes van Bemmelen SCJ |
| Seit ?    | Roland Bohnen                          |